# Toxic (Glee)
Pour les articles homonymes, voir Toxic.
Toxic est le deuxième épisode de la Saison 2 de la série télévisée américaine Glee, qui se compose de 24 épisodes au total. Réalisé et écrit par le créateur de la série Ryan Murphy, il a été diffusé pour la première fois aux États-Unis le 28 septembre 2010 sur la Fox et le 6 mars 2011 en France sur Orange Ciné Happy et rend hommage à la chanteuse Britney Spears. Elle y fait plusieurs caméos dans l'épisode, apparaissant dans les rêves des élèves.
L'épisode est composé de sept interprétations musicales, dont six sont sorties en single. 

## Résumé de l'intrigue
Obsédés par l'idée de faire un spectacle rendant hommage à la chanteuse Britney Spears, les membres du Glee Club font l'expérience d'hallucinations diverses au cours de soins dentaires. Soumis à une anesthésie générale, Brittany Pierce, Rachel Berry, Santana Lopez et Artie Abrams rêvent qu'ils interprètent plusieurs tubes de la chanteuse, ce qui leur permet d'avoir un peu plus confiance en eux. Will Schuester, quant à lui, a beaucoup de mal à se faire à l'idée qu'Emma Pillsbury a tourné la page… dans les bras du séduisant Dr Carl Howell.

## Production
Pendant la première saison de Glee, la série avait déjà rendu hommage à Madonna avec l'épisode The Power of Madonna. Ryan Murphy souhaitait dédier cette fois deux épisodes, l'un à Britney Spears et l'autre à Michael Jackson, devant être diffusé après la 45e coupe de Super Bowl qui a eu lieu le 6 février 2011 . Parmi les jeunes membres du casting, il y en a qui ont choisi de suivre une carrière musicale comme l'a fait Britney Spears. Le réalisateur de la série déclare que c'était une idée de Britney d'utiliser ses chansons pour Glee, expliquant : « Je pense qu'elle apprécie ce que la série représente, rendant hommage à la culture pop de façon respectueuse ». Il décrit Britney comme étant une des « chanteuses, avec Lady Gaga, les plus importantes de cette dernière décennie », commentant que l'épisode ne concerne pas seulement sa musique, mais aussi l'image qu'elle renvoie auprès du public .
En mai 2010, Morrison déclare à l'Us Weekly qu'il espérait ne pas voir de chansons de Britney Spears interprétées dans Glee. En référence à ces déclarations, Murphy a rendu le personnage de Morrisson, Will Schuester, très opposant aux désirs de ses élèves de chanter les tubes de la star. Le scénario mettant Will au volant d'une Corvette est l'objet d'un placement de produit pour la division Chevrolet appartenant à General Motors, devenu sponsor et annonceur d’évènements avant le lancement de Glee en 2009. 
Les acteurs ont reçu le script de cet épisode le 26 juillet 2010,  et sa réalisation a commencé le 2 août de cette même année. Spears tourna ses scènes les 18 et 19 août 2010,. Ryan Murphy déclarant alors : « L'essence même de l'épisode est de mettre en valeur les talents d'Heather Morris ». En effet, avant de faire partie du casting de Glee, Heather Morris était une des danseuses de Beyoncé Knowles. Elle avait été embauchée à l'origine en tant que chorégraphe pour enseigner aux acteurs les pas de danse de Single Ladies (Put a Ring on It), un des titres de Beyoncé. Une semaine plus tard, elle rejoint le casting dans la peau de la cheeleader Brittany. Heather a eu un rôle récurrent dans la première saison, apparaissant dans plusieurs scènes en personnage de fond, avait de voir son rôle devenir plus important dans la seconde. Devant les critiques de la télévision américaine, le réalisateur de la série a souhaité que Brittany soit un personnage plus développé dans la nouvelle saison, les téléspectateurs souhaitant en savoir plus sur elle. 
John Stamos, incarnant le nouveau petit ami d'Emma, fait sa première apparition dans cet épisode de Glee,. Les autres personnages récurrents de la série qui apparaissent aussi dans Toxic sont le membre du Glee Club Mike Chang (Harry Shum Jr), le Principal Figgins (Iqbal Theba), l'entraîneur de l'équipe de football Shannon Beiste (Dot-Marie Jones), le reporter de l'école Jacob Ben Israel, l'étudiante Lauren Zizes, la cheerleader Becky Jackson (Lauren Potter), et les deux brutes du lycée Dave Karofsky (Max Adler) et Azimio (James Earl). On peut noter aussi la présence de Mark Kanemura, finaliste de la compétition de danse américaine So you think you can dance, en tant que danseur.

## Musique
L'épisode compte les reprises de cinq chansons de Britney Spears, dont deux interprétées par Heather Morris. Stronger, ...Baby One More Time, Toxic, I'm a Slave 4 U, et Me Against the Music (où apparaît Madonna) sont chantées dans l'épisode. The Only Exception de Paramore et Sailing de Christopher Cross y sont aussi interprétées. Toutes les chansons hormis Sailing sont sorties en singles.

## Détails de l'épisode

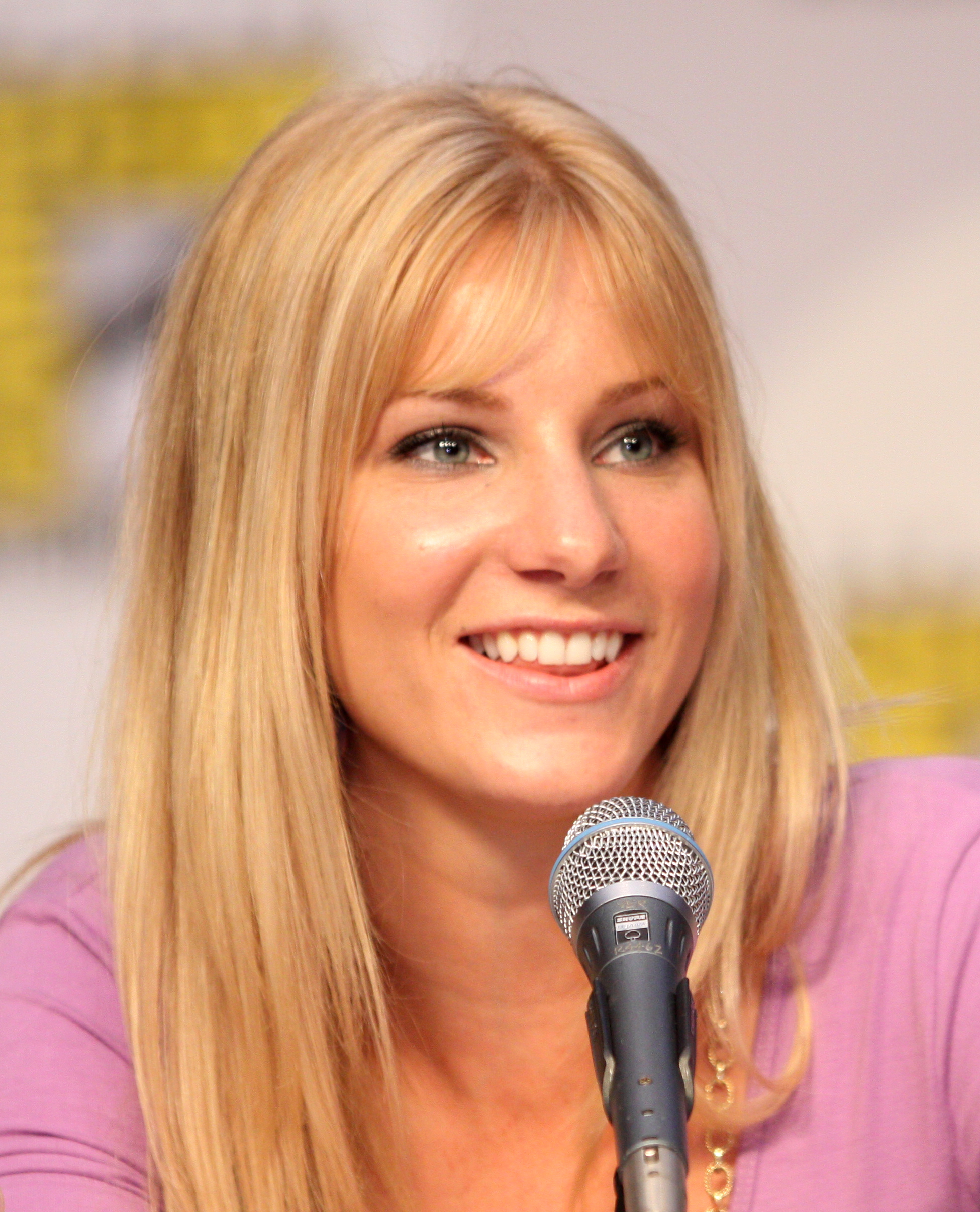
« Britney/Brittany » est le premier épisode de Glee dans lequel Heather Morris (photo) chante des solos.

Cette semaine, le directeur du Glee Club Will Schuester tente de convaincre ses élèves de l'intérêt de jouer des chansons d'easy listening (style proche de la variété) mais Kurt cherche à orienter le professeur vers un choix plus passionnant et plus proche des lycéens qu'ils sont. Kurt s'appuie sur le fait qu'une pétition circule sur la page Facebook du club afin qu'ils interprètent une chanson de Britney Spears, et ce, pendant le rassemblement annuel de bienvenue du lycée McKinley. Le groupe se heurte au refus catégorique de Will qui n'est pas convaincu que la chanteuse soit un bon modèle pour eux. Seule Brittany le soutient, avec un argument qui fait mouche. En effet, son nom complet est Brittany Susan Pierce, soit Britney S.Pierce et elle affirme souffrir de vivre dans l'ombre de la star au nom similaire.
La proposition des élèves oblige Will à demander l'avis d'Emma Pillsbury, la conseillère d'orientation qui, de son côté, pense plutôt que l'artiste est un choix judicieux car, en dépit de ses frasques, elle a réussi à reprendre sa vie en main. Leur conversation est interrompue par l'arrivée du nouveau petit ami de la jeune femme, le Dr Carl Howell, un dentiste qui propose d'intervenir au Glee Club afin de sensibiliser les jeunes sur l'importance d'une bonne hygiène dentaire. Brittany, Rachel et Artie échouent au test de la gelule bleue qui met en évidence le tartre présent sur leurs dents et Carl les invite à passer au cabinet pour qu'ils puissent être soignés. Alors que Brittany est soumise à l'anesthésie générale le temps des soins (elle a pas moins de 68 caries!), elle se rêve dans la peau de Britney Spears, chantant et dansant sur I'm a Slave for You. Un peu plus tard, enthousiasmée par son expérience hallucinatoire, elle retourne voir Carl mais en étant cette fois accompagnée par son amie Santana. Écoutant toutes les deux le même morceau de musique alors qu'elles s'endorment, elles font un rêve commun dans lequel elles chantent en duo sur Me Against the Music, transe ponctuée par l'apparition de la chanteuse. Se sentant alors bien plus épanouie et sûre d'elle à l'issue de ces visions, Brittany s'affirme au sein de la chorale, allant même jusqu'à exiger qu'on lui donne tous les solos à venir, et soulignant la médiocrité des autres élèves par rapport à son propre talent.
Par ailleurs, Rachel se sent menacée par le désir de Finn de retourner dans l'équipe de Football du lycée, craignant que leur relation en pâtisse s'il redevient populaire. Blessé par cet aveu, l'ancien quarteback ne la soutient pas quand Santana et Brittany critiquent sa manière de se vêtir. Rachel se rend à son tour chez le Dr. Howell et, tout comme Santana et Brittany, fait un rêve hallucinatoire, dans lequel elle se voit chanter ...Baby One More Time, ce qui a pour conséquence un changement radical de look chez elle, plus provocant que d'habitude. Cette transformation fait l'objet d'un vif intérêt de la part de la gent masculine du lycée (et de Santana), menant la coach des cheerleaders, Sue Sylvester à trouver le blogueur du lycée Jacob Ben Israel nu, en train de se masturber devant une vidéo de Rachel dans la bibliothèque. Plus sûre d'elle, cette dernière finit par encourager Finn dans son projet pour redevenir le quarterback de l'équipe de foot.  
De son côté, Emma conseille à Will de se détendre un peu plus et lorsque ce dernier apprend que Carl a acquis récemment une Corvette, il s'en achète une aussi, espérant séduire la jeune femme. Il est rappelé à l'ordre par son ex-femme, Terri qui insiste pour qu'il la ramène au magasin, craignant que Will ne puisse plus avoir les moyens pour lui payer sa pension alimentaire. Ayant échoué dans sa tentative, Will n'abandonne pas pour autant et décide de céder aux suppliques de ses élèves pour le spectacle, leur autorisant à jouer la chanson Toxic. Il s'inspire de Bob Fosse pour la mise en scène et se joint au spectacle, toujours en vue d'impressionner Emma.
Enfin, la visite d'Artie chez le dentiste se solde aussi par une hallucination, dans lequel il est membre du club de football et chante Stronger. Il se sent enfin le courage de demander une seconde chance auprès de l'entraineuse Shannon Beiste pour intégrer l'équipe avec Finn, ce qu'elle accepte, malgré le fait qu'Artie soit dans un fauteuil roulant. Malgré sa récente assurance, Rachel a peur que son petit-ami s'éloigne d'elle maintenant qu'il est redevenu le quarterback et teste sa fidélité en envoyant Quinn, son ex petite-amie, tenter de le séduire. Quand Finn éconduit la cheerleader, Rachel croit en l'amour qu'il lui porte et lui dédie une des chansons du groupe Paramore, The Only Exception.
Le spectacle est maintenant prêt à être montré aux autres élèves lors du rassemblement annuel et Sue, apprenant qu'il rend hommage à Britney Spears, se tient sur ses gardes, envoyant Becky en reconnaissance du moindre signe de pelotage indécent entre élèves. Quand plusieurs étudiants, dont Jacob et Lauren, emportés par la représentation torride de Toxic par le Glee Club, provoquent l'émeute tant redoutée par Sue, celle-ci active l'alarme à incendie afin de faire évacuer le gymnase, mais trop tardivement, laissant à Will et à ses élèves le temps de terminer le show. Elle le menacera plus tard de porter plainte contre lui auprès de son avocate Maître Hillary Clinton à cause des blessures qu'elle a reçu dans la cohue. Peu après, Emma rejoint Will pour lui demander de ne pas essayer de devenir quelqu'un qui ne lui ressemble pas. Il rend alors les clefs de sa nouvelle voiture et annonce au club qu'ils ne joueront plus jamais de numéros de Britney Spears.